# مزرعة رياح غرب بكر
محطة رياح غرب بكر هي محطة إنتاج الكهرباء بواسطة طاقة الرياح تقع في منطقة غرب بكر على بعد 30 كم شمال غرب رأس غارب، خليج السويس، مصر.بدأت شركة سيمينس جاميسا  في بناء المحطة في فبراير 2020 وتم التشغيل التجريبي للمحطة في أغسطس 2021 تشمل مرحلة التشغيل التجريبي 20 توربينة رياح تم ضخ قدراتها على الشبكة القومية للكهرباء.
تلبغ طاقة توليد المحطة 250 ميغاواط،كما سيعمل المشروع على منع أكثر من 550 ألف طن من انبعاثات ثاني أكسيد الكربون سنويًا.
.